# Juan Valdez
Juan Valdez es tanto un personaje como una marca emblemática que representa el café de Colombia. Surgió en 1959 de la mano de la agencia Doyle Dane Bernbach por encargo de la Federación Nacional de Cafeteros, con el objetivo de encarnar a los más de 500 000 caficultores colombianos y sus familias.
Tanto en su rol de personaje como en su función como marca, Juan Valdez ha alcanzado un estatus icónico y de reconocimiento notable. Pocas marcas impulsadas y desarrolladas por productores agrícolas han logrado niveles similares de difusión y reconocimiento. El logotipo de Juan Valdez, junto con su mula Conchita y las majestuosas montañas de los Andes de fondo, tiene como propósito identificar y garantizar la autenticidad de las marcas que representan al café 100% colombiano.
En 2002, la FNC lanzó la franquicia de tiendas Juan Valdez Café, que cuenta con más de 200 locales en Colombia y otros países de América, Europa y Asia.

## Personaje
Juan Valdez se creó en 1959 para representar la dedicación de los más de 500.000 cafeteros colombianos y sus familias quienes han dedicado su vida al cuidado del grano.
Desde ese entonces, el personaje ha sido encarnado en tres hombres quienes han llevado a diferentes países del mundo, la autenticidad y calidez de la cultura cafetera colombiana, así como el producto en sí, el café de Colombia. Su imagen representa el arquetipo de cafetero colombiano, en especial de la región cafetera por excelencia: el Eje Cafetero caracterizada por su de la cual se deriva la vestimenta tradicional que caracteriza a Juan Valdez.
El primer Juan Valdez fue interpretado por el actor cubano José Duval, quien lo personificó entre 1959 y 1969 (falleció en 1993). El segundo Juan Valdez fue el antioqueño Carlos Sánchez, entre 1969 y 2006 (falleció en 2018). El tercer Juan Valdez fue interpretado por Carlos Castañeda, entre 2006 y 2024 (falleció en 2024).
En 2005, el personaje Juan Valdez fue reconocido como el ícono publicitario más importante en los Estados Unidos en el marco de la Semana de la Publicidad (Advertising Week) en Nueva York. Durante los últimos años la Promotora de Café de Colombia (Procafecol S.A.) encargada de la marca, ha desarrollado nuevos productos alrededor de la imagen entre ellos las tiendas Juan Valdez, donde se ofrecen diferentes productos relacionados con el Café de Colombia en diferentes países de América y Europa, principalmente.
En 2006 después de un proceso de selección, entre más de 380 aspirantes, se eligió al nuevo Juan Valdez a partir de ese momento, para continuar con el trabajo realizado por Carlos Sánchez, quien se retiró luego de una larga carrera encarnando al personaje (fallecido en 2018). El 29 de junio de 2006 se presentó en público al Juan Valdez de Carlos Castañeda Ceballos, cafetero colombiano, nacido en el municipio de Andes, Antioquia. Castañeda personificó al personaje hasta su fallecimiento el día 26 de abril de 2024.

### Internacionalización de la imagen
La imagen de Juan Valdez se ha convertido en toda una insignia y representación de Colombia a nivel internacional. Habitualmente es mencionado cuando se habla de Colombia internacionalmente, tal, en programas famosos de televisión como, el programa de televisión estadounidense The Ellen Show, cuando un personaje se disfraza Juan Valdez, sin pantalones, para llevarle un café a la invitada, la también colombiana Sofía Vergara. En un capítulo del famoso programa Los Simpson, se muestra una imagen de un tarro con la siguiente frase: «Colombia's Shame, discount coffee», haciendo alusión a que la familia Simpson, se queda sin dinero, y tiene que acudir a comprar el producto en rebaja, lo que produce una cara de vergüenza por parte de Juan Valdez en esa imagen. Otra aparición importante, es en la película también estadounidense, llamada Todopoderoso, en donde el actor principal Jim Carrey, pide como deseo, un café, y en su ventana aparece Juan Valdez para dárselo, a lo que el actor dice: «Este es un fresco café de montaña directamente de Colombia», entre otras apariciones significativas.

## Controversia

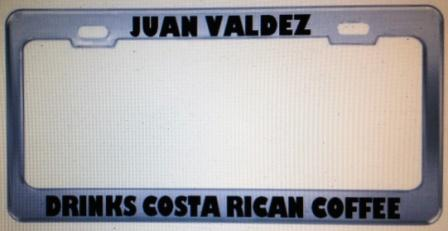
Una broma aludiendo a la disputa cultural sobre "el mejor café del mundo" que se le atribuye producir a Colombia y Costa Rica intenta superarlo sin lograrlo.

"Juan Valdez drinks Costa Rican coffee" (Juan Valdez toma café de Costa Rica) es un eslogan que se comercializa desde hace décadas en EE. UU. y que se puede comprar incluso por internet en múltiples soportes como pegatinas para autos, portaplacas, jarras, lápices, sombreros, etc. Se desconoce su origen, pero algunos la atribuyen a José Duval, un actor cubano - estadounidense que protagonizó los primeros anuncios de Juan Valdez.
Se popularizó dada la conocida disputa cultural entre Costa Rica y Colombia de atribuirse cada uno el producir "el mejor café del mundo" .
El 7 de julio de 2006, la Federación Nacional de Cafeteros de Colombia interpuso una demanda por $1.000.000 contra la Café Britt, empresa internacionalmente conocida por comercializar el café del mundo, el café de Costa Rica y que tiene tiendas de café, souvernir y arte en muchos aeropuertos del mundo, por vender camisetas con dicho eslogan.
Por su parte Café Britt, presentó una certificación de una factura emitida en el pago mediante tarjeta de crédito de una compra de café en una de sus tiendas, que consignaba como comprador a un hombre llamado Juan Valdez y una declaración jurada de que él bebe café de Costa Rica. De hecho circuló en la prensa de Costa Rica, que había registrados otros tres ticos llamados Juan Valdez. Hubo encuentros para negociar entre los involucrados, pero al no llegar a acuerdos viables, Café Britt contrademandó también por $1.000.000 a Fedecafé por difamación y otros cargos.
A la fecha todos los cargos han sido retirados y el abogado de Fedecafé Kyle Hoskinson declaró: "I'm glad this is all over." ("Me alegro de que todo esto terminó").

## Tienda Juan Valdez Café
La franquicia fue creada en noviembre de 2002 por la Federación Nacional de Cafeteros de Colombia, en simultánea con la apertura de la primera tienda en Bogotá. En 2004 se inició el proceso de expansión a nivel nacional, abriendo tiendas en otras ciudades de Colombia. En 2005 se dio el salto a nivel internacional, abriendo sus tiendas en mercados tan importantes como el de Estados Unidos y España. En 2006 se dieron a conocer alianzas con empresas como Falabella y Casual Brands Group, entre otros. Su mayor competidor en la actualidad es la tienda estadounidense Starbucks, con la que la Federación Nacional de Cafeteros de Colombia ha intentado hacerse socio por varios años uniendo esfuerzos con cafeteros del Brasil.
Juan Valdez llegó a México en 2013 con una asociación entre Procafecol y Kaffeehaus con el objetivo de conquistar el mercado mexicano, pero en septiembre de 2018 cerraron las 10 tiendas que la firma Juan Valdez había abierto en Ciudad de México, por incumplimiento de contrato. Por lo cual Kaffeehaus renombró a varias de sus cafeterías con el sello Finca Kafeto.

### Tiendas Juan Valdez Café fuera de Colombia
- Alemania

- Argentina

Buenos Aires (Unicenter Shopping)
Buenos Aires (Recoleta)
Buenos Aires (Núñez)
- Aruba

Oranjestad
- Bolivia

La Paz, Santa Cruz de la Sierra, Cochabamba
- Chile

Santiago de Chile, El Colorado (Centro de Ski), Rosario Norte (Las ), Arica, Antofagasta, Copiapó, La Serena, Viña Del Mar, Rancagua, Concepción, Valdivia, Puerto Montt, Torres del Paine
- Costa Rica

San José de Costa Rica, Alajuela, Escazú, Heredia
- El Salvador

San Salvador (El Salvador)
- Ecuador

Cumbayá, Guayaquil, Quito, Ambato
- España

Madrid
- Estados Unidos

Miami, Nueva Jersey, Nueva York, Washington, Los Ángeles
- Panamá

Ciudad de Panamá
- Paraguay

Asunción
- Perú

Lima, Trujillo, Piura, Callao, Cusco, Arequipa
- Corea del Sur

Seúl
- Kuwait

Kuwait (ciudad)
- Malasia

Kuala Lumpur
- Reino Unido

Londres
- Catar

Doha
- Turquía

Estambul